# Jayo Felony
James Savage (ur. 31 grudnia 1969) – amerykański raper z San Diego, występujący pod pseudonimem Jayo Felony.

## Dyskografia
- Take a Ride (1995)
- Whatcha Gonna Do? (1998)
- Underground (1999)
- Crip Hop (2001)